# 川越市立霞ヶ関小学校
川越市立霞ヶ関小学校（かわごえしりつ かすみがせきしょうがっこう）は、埼玉県川越市笠幡にある公立小学校。

## 沿革
- 1903年
  - 4月10日 - 霞ヶ関小学校として創立
- 1904年
  - 4月20日 - 霞ヶ関村立霞ヶ関尋常小学校に改称
- 1941年
  - 4月1日 - 国民学校が施行されて霞ヶ関小学校に改称
- 1947年
  - 4月1日 - 学制改革により霞ヶ関村立霞ヶ関小学校に改称
- 1955年
  - 4月1日 - 川越市立霞ヶ関小学校に改称
- 1964年
  - 8月12日 - 校歌、校旗制定
- 1966年
  - 4月1日 - 分校を設置
- 1969年
  - 4月1日 - 分校を川越市立霞ヶ関北小学校として分離
- 1974年
  - 4月1日 - 川越市立霞ヶ関南小学校を分離
- 1978年
  - 4月1日 - 川越市立霞ヶ関西小学校を分離[1]

## 教育目標
- かしこい子
- すこやかな子
- みりょくある子[2]

## 通学区域
- 的下北
- 的下南
- 的中
- 的上
- 的場新町
- 的場二
- 的場一
- 大町
- 芳地戸
- 山伝北
- 山伝南
- フラワリー[3]